# Gertrude Langer

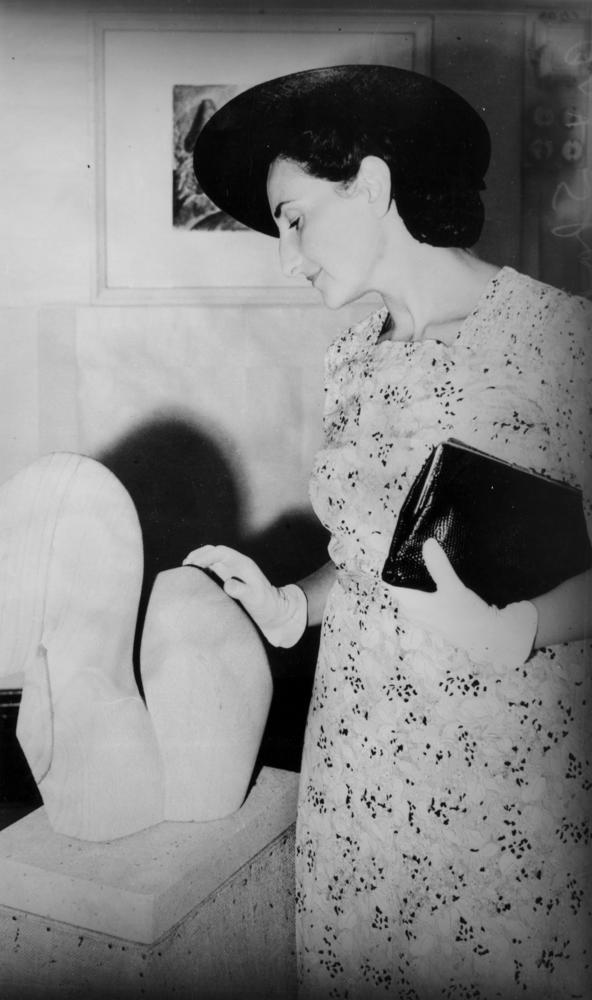
Gertrude Langer

Gertrude Langer OBE (* 1. Juli 1908 in Wien, Österreich-Ungarn; † 19. Dezember 1984 in Binna Burra, Queensland; geborene Gertrude Fröschel) war eine österreichisch-australische Kunsthistorikerin und Kunstkritikerin.

## Leben
Gertrude Langer wurde als älteste Tochter des Ehepaars Alois Fröschel und Channa Fröschel in Wien geboren. Die Eltern gehörten dem jüdischen Bildungsbürgertum an und führten durch die Teilhaberschaft am Textilunternehmen Leo Brill ein gutsituiertes Leben.
Gertrude Langer besuchte die Schwarzwaldschule, eine Privatschule mit dem Schwerpunkt auf künstlerische Fähigkeiten. Zu den Lehrenden zählten Größen der Wiener Moderne wie Adolf Loos, Oskar Kokoschka und Grete Wiesenthal. Durch ihre Ausbildung entschied sie sich ab 1926 Kunstgeschichte an der Universität Wien zu studieren. 1933 schloss Fröschl ihr Doktorat ab, wobei sie zwei Semester an der Sorbonne in Paris verbrachte. Während des Studiums heiratete sie den Wiener Architekten Karl Langer.
Nach dem Anschluss Österreichs an das Deutsche Reich 1938 flüchtete Gertrude Langer mit ihrem Mann nach Australien, wo sie sich in Queensland niederließen.
Für Langer eröffneten sich anfänglich im Universitäts- und Museumsbereich als auch im Kunsthandel keine beruflichen Perspektiven. Ihre Vormigrationserfahrung im Volksbildungswesen ermöglichte es ihr auf privater Ebene Fuß zu fassen. Sie begann 1940, in ihrer Wohnung Schüler in kunstgeschichtlichen Themen zu unterrichten. Im selben Jahr sprach sie bereits im Rahmen der Lunch-Hour-Lectures, nachdem sie vom Business Professional Women’s Club, den Women’s Graduates und dem Queensland Art Fund zu Referaten eingeladen wurde. Diese Publicity verschaffte ihr die Aufmerksamkeit der Öffentlichkeit in Brisbane als Wiener Kunstexpertin. Aus den häuslichen Referaten entwickelte sich eine umfassende Vortragsreihe, die sie über mehrere Jahre an der Universität Queensland hielt. Mit dieser füllte sie eine Lücke in der kunstgeschichtlichen Lehre, indem sie sie für eine breite Zuhörerschaft zugänglich machte. Neben dieser Vortragsreihe unterrichtete sie postgraduate students an der Universität Queensland.
Gertrude Langers journalistische Karriere als Kunstkritikerin begann damit, dass sie private Einführungskurse zur Kunstgeschichte hielt. Doch sehr bald etablierte sie sich als Autorität im Kunstbereich und sie wurde die leitende Kunstkritikerin bei der Courier-Mail, wo sie von 1956 bis 1984 wirkte. Die Rezensionen der Kunstkritikerin gelten als kunsthistorisch und philosophisch fundiert und zeichnen sich durch einen deskriptiven und literarisch gekonnten Stil aus, der sich von der knappen und kommerziellen Art dieser Zeit abhob. Langer war 1961 eine der Gründer der Queensland-Abteilung der Association Internationale des Critiques d’Art. Von 1970 bis 1972 war sie stellvertretende Präsidentin und von 1975 bis 1978 Präsidentin der Australien-Abteilung dieser Kunstkritiker-Organisation. Mit ihren Vorträgen und in ihrer journalistischen Tätigkeit setzte sie sich für einen fördernden und toleranten Umgang mit modernen Kunstformen und zeitgenössischer australischer Kunst ein.

Im Jahr 1961 übernahm Gertrude Langer auch die Präsidentschaft für das Arts Council of Australia (Queensland Division). Ihre Tätigkeiten bezogen sich auf die Förderung des öffentlichen Kunstverständnisses, die Organisation professioneller Aufführungen und Ausstellungen im gesamten Bundesstaat Queensland. Sie referierte selbst bei den Ausstellungen und initiierte die Gründung von Filialen, damit die kulturelle Infrastruktur verdichtet wurde. Ihre Präsidentschaft dauerte bis 1975. In dieser stieg die Anzahl der Filialen von 12 auf 52 an. 

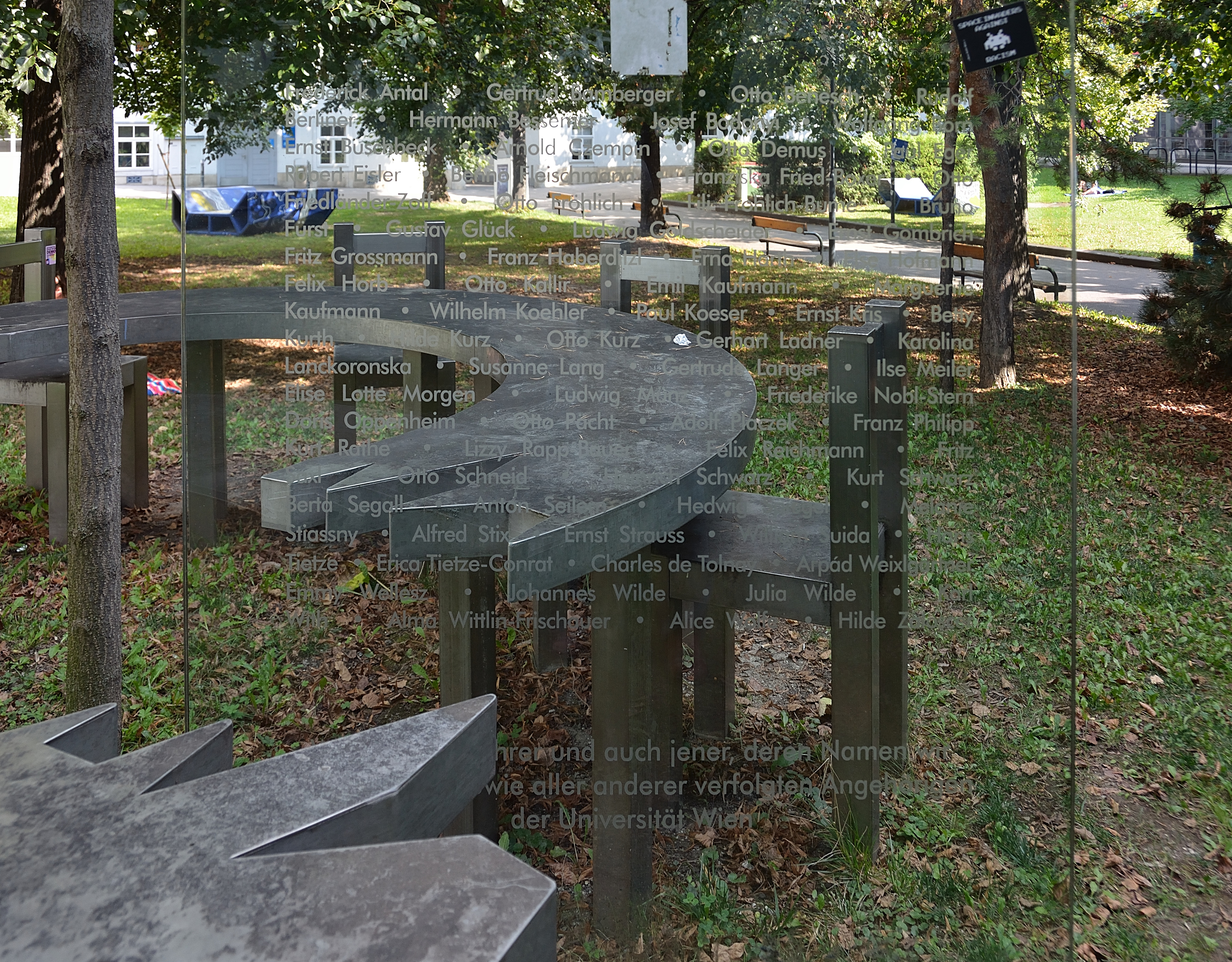
Denkmal für die ausgegrenzten, vertriebenen und ermordeten Absolventinnen und Absolventen des kunsthistorischen Instituts der Universität Wien

## Auszeichnungen und Ehrungen
- Officer of the Order of the British Empire (1968)[1]
- Nennung auf dem Denkmal für ausgegrenzte, emigrierte und ermordete Kunsthistoriker am Campus der Universität Wien (2008)[6]
- Gertrude Langer Ensemble des Queensland Arts Council (2008)
- Jährliche Vorlesung an der Queensland Art Gallery, die nach Gertrude Langer benannt wurde[1]

## Werke
- Love Transcends Death: Poems for My Beloved Karl. Langer Memorial Committee, Brisbane 1987, ISBN 0-7316-0241-2.